# Candy Darling
Pour les articles homonymes, voir Candy et Darling.
Candy Darling (née le 24 novembre 1944 et morte à vingt-neuf ans le 21 mars 1974) est une actrice américaine. « Superstar (en) » de la Factory d’Andy Warhol, figure du New York underground de la fin des années 60 et du début des années 70, elle est une icône trans.

## Biographie
Candy Darling est la fille de Theresa Slattery, comptable au Jockey Club de Manhattan, et de John Slattery (dit Jim), alcoolique violent. Les parents divorcent vite, et elle grandit avec sa mère à Massapequa Park, ville de la banlieue de New York sur Long Island.
En 1961, elle s'inscrit à un cours de l'école de cosmétique DeVern, dans la ville voisine de Baldwin. 
C'est à cette époque qu'elle commence sa transition, portant des vêtements féminins et fréquentant des bars gays. 
Après des débuts dans le théâtre expérimental (dit « Off-Off-Broadway »), elle apparaît pour la première fois à l'écran en 1968 dans une scène du film Flesh (réalisé par Paul Morrissey et produit par Andy Warhol), aux côtés d'une autre « superstar » warholienne, Jackie Curtis,. 
En 1971, elle tient un des rôles principaux d'un autre film du duo Warhol et Morrissey : Women In Revolt, satire du mouvement de libération des femmes. Elle y est accompagnée de Jackie Curtis et de Holly Woodlawn, la troisième des superstars trans de la Factory. La même année, elle fait une apparition aux côtés de Sophia Loren dans Mortadella, et dans Klute aux côtés de Jane Fonda.   
En 1972, elle joue dans La Mort de Maria Malibran de Werner Schroeter, et Tennessee Williams lui donne un rôle dans la création de sa pièce Small Craft Warnings.  
Elle meurt en 1974 d'un lymphome, forme de cancer du sang,. 
Le photographe américain Peter Hujar a fait une photographie d'elle sur son lit d'hôpital (dite « sur son lit de mort », bien qu'elle ait été prise six mois avant sa mort, et qu'il existe des photos d'elle prises ultérieurement, y compris hors de l'hôpital).[réf. nécessaire]

## Hommages
Elle est l'un des personnages de la chanson de Lou Reed Walk on the Wild Side (1971), qui décrit la vie de marginaux flamboyants du New York du début des années 1970 : 
Candy came from out on the Island.
In the back room she was everybody's darling.
But she never lost her head
Even when she was giving head. 
(Candy venait de l'est de Long Island./Dans l'arrière-salle, elle était la chérie de tout le monde./Elle ne perdait jamais la tête/Même lorsqu'elle taillait des pipes.)  
Elle est le sujet d'une autre chanson de Lou Reed, écrite et produite au sein du Velvet Underground, Candy Says (1969), qui évoque ce qui ne s'appelait pas encore la dysphorie de genre (« Candy says, I've come to hate my body... » : Candy dit qu'elle a fini par détester son corps).  
Un film documentaire lui est consacré : Beautiful Darling: The Life and Times of Candy Darling, Andy Warhol Superstar, réalisé par James Rasin (2010).

## Filmographie
| Année | Titre                                  | Réalisateur       | Rôle                   | Notes        |
| ----- | -------------------------------------- | ----------------- | ---------------------- | ------------ |
| 1968  | Flesh                                  | Paul Morrissey    | Candy                  |              |
| 1970  | Brand X                                | Wynn Chamberlain  | Marlene D-Train        |              |
| 1970  | The Magic Garden of Stanley Sweetheart | Leonard Horn      |                        | Non créditée |
| 1971  | Mortadella                             | Mario Monicelli   | Travesti               |              |
| 1971  | Klute                                  | Alan J. Pakula    | Cliente de discothèque | Non créditée |
| 1971  | Some of My Best Friends Are...         | Mervyn Nelson     | Karen/Harry            |              |
| 1971  | Women In Revolt                        | Paul Morrissey    | Candy                  |              |
| 1972  | La Mort de Maria Malibran              | Werner Schroeter  |                        |              |
| 1972  | Silent Night, Bloody Night             | Theodore Gershuny | Convive                |              |
| 1973  | An American Family                     |                   | Elle-même              |              |
| 1975  | Johannas Traum                         | Werner Schroeter  |                        |              |